# Lumbriconereis nitida
Lumbriconereis nitida är en ringmaskart som beskrevs av Grube 1870. Lumbriconereis nitida ingår i släktet Lumbriconereis och familjen Lumbrineridae. Inga underarter finns listade i Catalogue of Life.